# 下組村
下組村（しもぐみむら）は、かつて新潟県中魚沼郡にあった村。

## 沿革
- 1889年（明治22年）4月1日 - 町村制施行に伴い中魚沼郡下組村、村山新田、寺島新田が合併し、下組村が発足。
- 1900年（明治33年）6月22日 - 中魚沼郡三好村と合併して、下条村となり消滅。